# Sekondi-Takoradi
Sekondi-Takoradi é uma cidade do Gana, capital da região do Oeste. Possui uma população estimada de 335.000 (2005).
Sekondi-Takoradi é terceira maior cidade do Gana e um centro industrial e comercial. As principais indústrias são as de madeira, compensado, cigarro, construção de embarcações e manutenção de ferrovias.

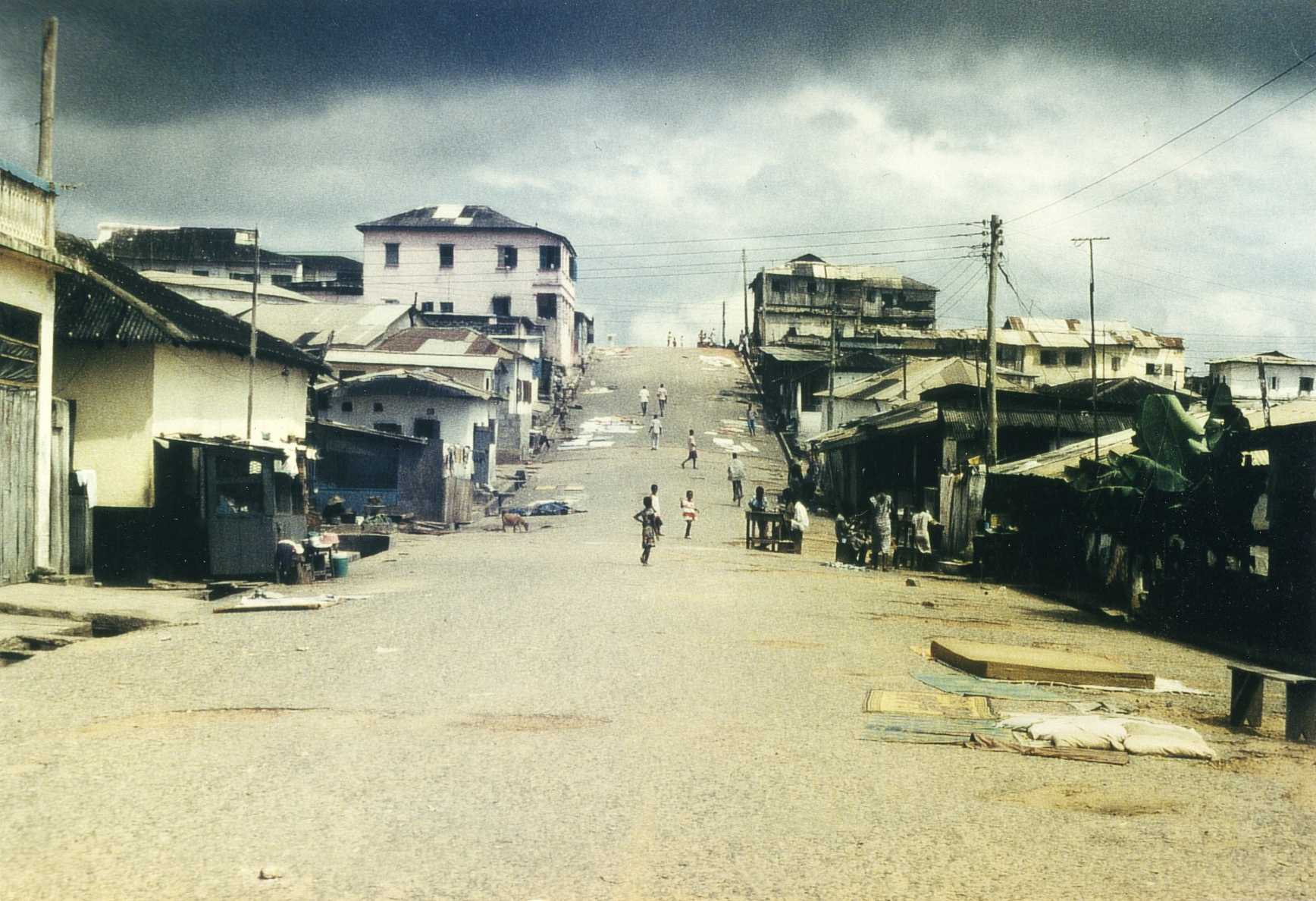
Rua de Sekondi-Takoradi

Sekondi, mais antiga e extensa, prosperou de uma ferrovia construída em 1903. Takoradi, com maior população, possui um importante porto, o primeiro do país, construído em 1928. Ambas surgiram a partir dos fortes holandeses e britânico do século XVII. As cidades se uniram em 1946.
De acordo com o último censo realizado em 2000, Takoradi possuía 175.438 habitantes e Sekondi 114.157 habitantes, totalizando 289.595 habitantes.

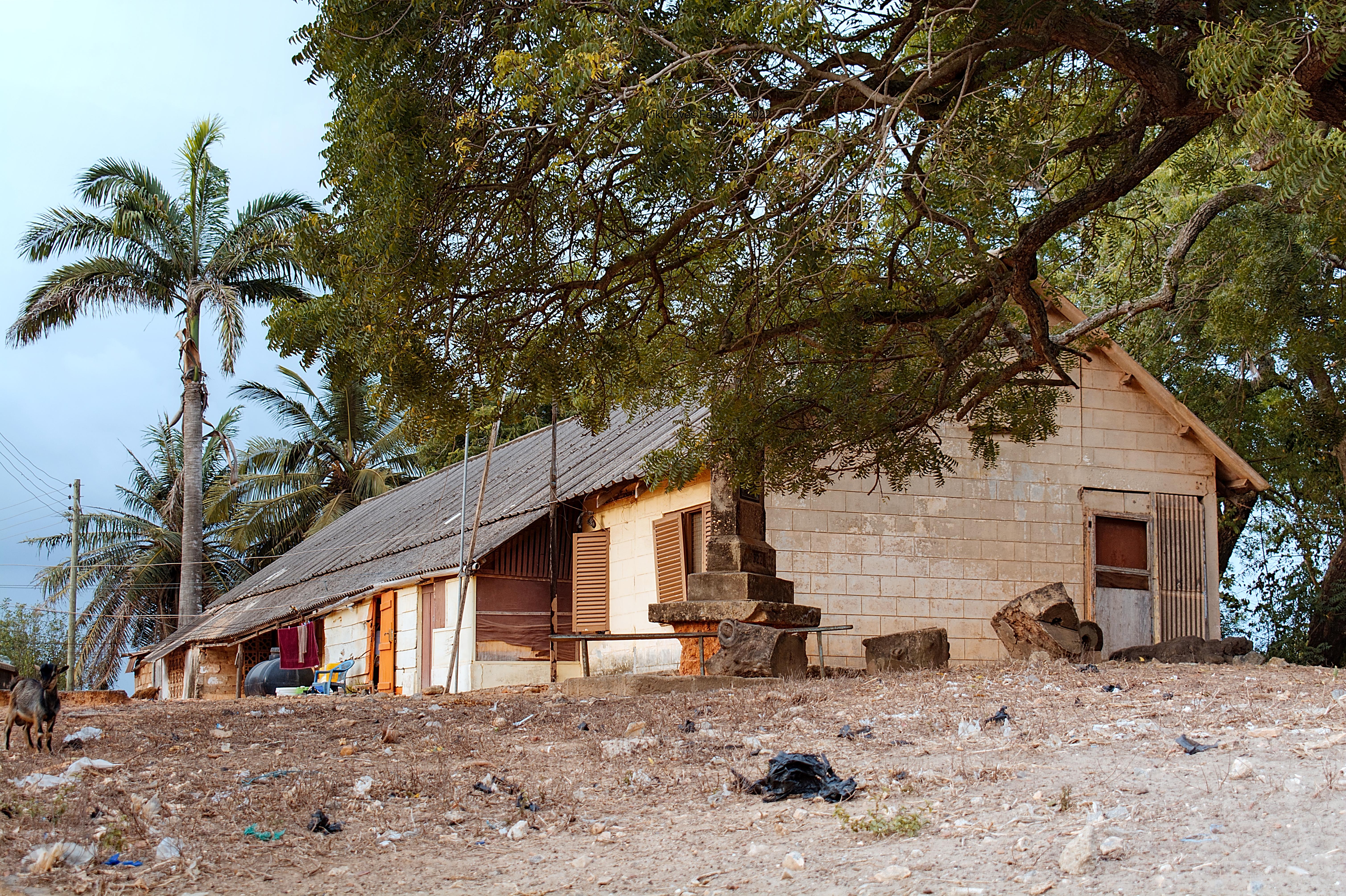
Uma casa em Sekondi-Takoradi